# Ivan XIX.
Ivan XIX., rođen kao Roman od Tuskuluma, papa od travanj/svibanj 1024. do 20. listopada 1032. godine.